# 有泉秀
有泉秀（ありいずみ しげる、1963年5月26日 - ）は、日本の大蔵・財務・金融官僚。

## 経歴
神奈川県鎌倉市出身。東京学芸大学附属高等学校、東京大学法学部卒業。東大法学部在学中に国家公務員一種試験（法律）に合格。1988年 大蔵省に入省。銀行局総務課に配属。1990年6月 ハーバード大学ロースクールへ留学。留学中にニューヨーク州司法試験に合格した。1992年7月 大臣官房秘書課財務官室付主任。東京サミットのロジ面などは財務官室が担当していた。外務省との調整、大臣へのレクなどを主な仕事としていた。当時は大臣の通訳も重要な仕事だったという。1994年7月10日 佐賀税務署長。1995年7月 公正取引委員会事務局経済部調整課長補佐。1996年6月14日 公正取引委員会事務総局経済取引局調整課長補佐。1999年7月 主計局主計官補佐（通商産業第三係主査）。中小企業対策等を担当。2001年1月6日 財務省主計局主計官補佐（経済産業第三係主査）。2003年7月 大臣官房文書課長補佐兼大臣官房文書課法令審査室長。2004年8月 大臣官房文書課長補佐兼大臣官房文書課調査室長。2009年7月14日 大臣官房企画官兼主計局厚生労働第一、二、三、四、五、六、七係。主計官（厚生労働担当）を補佐する管理職として勤務。こども手当等の少子化対策、診療報酬改定、年金記録問題への対応、雇用対策等の課題で目白押しだった。主に雇用対策、年金を担当。2010年7月9日 主計局調査課長。同年10月29日 主計局調査課長兼内閣官房内閣参事官（内閣官房副長官補付）兼内閣官房社会保障改革担当室参事官。2011年8月2日 金融庁監督局証券課長。2012年9月7日 金融庁監督局銀行第一課長。2013年6月28日 主計局主計官（内閣、復興、外務、経済協力担当）。2015年7月7日 国際局総務課長。2017年7月7日 金融庁総務企画局参事官（国際担当）。2018年7月17日 金融庁総合政策局参事官（国際担当）。2019年7月5日 大臣官房審議官（国際局担当）。2020年7月20日 国際局次長。2021年7月16日 金融庁総合政策局審議官（国際、監督局担当）兼金融庁総合政策局国際統括官。2022年6月 金融庁総合政策局政策立案総括審議官兼金融庁総合政策局国際統括官。2023年7月 金融国際審議官。2025年7月22日、辞職。

## 略歴
- 1988年4月：大蔵省に入省。銀行局総務課に配属。
- 1989年5月：銀行局特別金融課。
- 1990年6月：ハーバード大学ロースクールへ留学。
- 1992年7月：大臣官房秘書課財務官室付主任。
- 1994年7月10日：佐賀税務署長。
- 1995年7月：公正取引委員会事務局経済部調整課長補佐。
- 1996年6月14日：公正取引委員会事務総局経済取引局調整課長補佐。
- 1997年7月：国際金融局為替資金課長補佐。
- 1998年6月22日：国際局為替資金課長補佐。
- 1999年7月：主計局主計官補佐（通商産業第三係主査）（中小企業対策等担当）[3]。
- 2001年1月6日：財務省主計局主計官補佐（経済産業第三係主査）（中小企業対策等担当）[3]。
- 2001年7月：金融庁総務企画局市場課長（総括）。
- 2003年2月：金融庁総務企画局市場課長補佐（総括） 兼 金融庁総務企画局市場課市場企画管理官。
- 2003年7月：大臣官房文書課長補佐 兼 大臣官房文書課法令審査室長。
- 2004年8月：大臣官房文書課長補佐 兼 大臣官房文書課調査室長。
- 2005年7月：派遣職員（経済協力開発機構（OECD）税制支援室長）。
- 2007年7月27日：国際局地域協力課国際調整室長。
- 2008年7月：国際局為替市場課資金管理室長。
- 2009年7月14日：大臣官房企画官 兼 主計局厚生労働第一、二、三、四、五、六、七係。
- 2010年7月9日：主計局調査課長。
- 2010年10月29日：主計局調査課長 兼 内閣官房内閣参事官（内閣官房副長官補付） 兼 内閣官房社会保障改革担当室参事官。
- 2011年8月2日：金融庁監督局証券課長。
- 2012年9月7日：金融庁監督局銀行第一課長。
- 2013年6月28日：主計局主計官（内閣、復興、外務、経済協力担当）。
- 2014年7月：国際局為替市場課長。
- 2015年7月7日：国際局総務課長。
- 2017年7月7日：金融庁総務企画局参事官（国際担当）。
- 2018年7月17日：金融庁総合政策局参事官（国際担当）。
- 2019年7月5日：大臣官房審議官（国際局担当）。
- 2020年7月20日：国際局次長。
- 2021年7月16日：金融庁総合政策局審議官（国際、監督局担当） 兼 金融庁総合政策局国際統括官。
- 2022年6月：金融庁総合政策局政策立案総括審議官 兼 金融庁総合政策局国際統括官。
- 2023年7月：金融国際審議官[4]。
- 2025年7月22日：辞職[5]